# Hapsidophrys
Hapsidophrys – rodzaj węży z podrodziny Colubrinae w rodzinie połozowatych (Colubridae).

## Zasięg występowania
Rodzaj obejmuje gatunki występujące w Republice Środkowoafrykańskiej, Sudanie Południowym, Ugandzie, Rwandzie, Burundi, Kenii, Tanzanii, Demokratycznej Republice Konga, Angoli, Kongu, Gabonie, na Wyspach Świętego Tomasza i Książęcej, w Gwinei Równikowej, Kamerunie, Nigerii, Togo, Beninie, Ghanie, Wybrzeżu Kości Słoniowej, Liberii, Sierra Leone, Gwinei, Gwinei Bissau i Gambii. 

## Systematyka

### Etymologia
- Hapsidophrys: gr. ἁψις apsis, ἁψιδος apsidos „łuk, sklepienie”; οφρυς ophrus, οφρυος ophruos „brew”[2].
- Gastropyxis: gr. γαστηρ gastēr, γαστρος gastros „brzuch”[6]; ρυξις puxis, ρυξιδος puxidos „skrzynka”[7]. Gatunek typowy: Dendrophis smaragdina Schlegel, 1837.
- Tropidophidion: gr. τροπις tropis, τροπιδος tropidos „kil statku”[8]; οφιδιον ophidion „mały wąż”, zdrobnienie od οφις ophis, οφεως opheōs „wąż”[9]. Gatunek typowy: Tropidophidion steini Werner, 1902 (= Dendrophis smaragdina Schlegel, 1837).

### Podział systematyczny
Do rodzaju należą następujące gatunki: 
- Hapsidophrys lineata Fischer, 1856
- Hapsidophrys principis (Boulenger, 1906)
- Hapsidophrys smaragdina (Schlegel, 1837)